# 俄罗斯共产党人
共产党“俄罗斯共产党人”（俄语：Коммунистическая партия Коммунисты России），通称俄罗斯共产党人，是俄罗斯的一个共产主义政党。2009年5月23日，它作为“社会政治运动”成立。2012年4月22日，它向官方注册为政党。该组织曾参与2021年俄罗斯抗议事件。